# Sap, Slovacia
Sap este o comună slovacă, aflată în districtul Dunajská Streda din regiunea Trnava. Localitatea se află la altitudinea de 113 m deasupra n.m., se întinde pe o suprafață de 12,43 km2 și în 2017 număra 518 locuitori. Se învecinează cu Ňárad, Medveďov, Győrzámoly, Ásványráró și Gabčíkovo.

## Istoric
Localitatea Sap este atestată documentar din 1289.

## Demografie
| An:                | 1994 | 2004   | 2014   | 2024   |
| ------------------ | ---- | ------ | ------ | ------ |
| Număr de persoane: | 566  | 541    | 522    | 503    |
| Diferență:         |      | −4,41% | −3,51% | −3,63% |

| An:                | 2023 | 2024 |
| ------------------ | ---- | ---- |
| Număr de persoane: | 503  | 503  |
| Diferență:         |      | +0%  |